# Delma nasuta
Delma nasuta — вид геконоподібних ящірок родини лусконогових (Pygopodidae). Ендемік Австралії. 

## Поширення і екологія
Delma nasuta поширені від Західної Австралії через більшу частину Північної Території і північ Південної Австралії до західного Квінсленда. Вони живуть в піщаних і кам'янистих пустелях, в тріодієвих заростях і мульзі.